# Naravas
Naravas ou Naravaso foi um nobre númida, hábil ginete e estrategista do século III a.C..
Combateu junto aos rebeldes ao começar a Guerra dos Mercenários, no exército de Espêndio. Admirador incondicional de Amílcar Barca, viajou ao seu acampamento junto a dois mil ginetes númidas para se unir às suas tropas (239 a.C.). Impressionado pela sua valentia, Amílcar prometeu-lhe a mão da sua filha.
As suas tropas de cavalaria ligeira resultaram muito úteis aos cartagineses para fustigar os exércitos inimigos mediante rápidos ataques, e para desmantelar as linhas de fornecimentos rebeldes. Desempenharam um papel de destaque na Batalha de "A Serra", na que o exército mercenário foi completamente destruído.
Ao finalizar a guerra, em 237 a.C., casou-se com a filha de Amílcar Barca, Salambó, na que posteriormente se basearia Gustave Flaubert para escrever o seu romance.